# Кондратьєв Олександр Олексійович
Олекса́ндр Олексі́йович Кондра́тьєв (рос. Александр Алексеевич Кондратьев) (23 або 24 травня 1876, Санкт-Петербург — 26 травня 1967, Наяк, штат Нью-Йорк, США) — російський письменник, поет, перекладач, критик.

## Дореволюційний період життя та творчості
Народився в сім’ї директора Державної друкарні. Навчався в гімназії, де директором був Інокентій Анненський. 1902 року закінчив юридичний факультет Петербурзького університету.
Друкуватися почав 1899 року (вірші; прозу — з 1901). Співпрацював у часописах «Живописное обозрение», «Сатирикон» та ін. Незабаром стає помітною (хоча й не першорядною) постаттю серед символістів, публікується в «Весах», «Золотом руне», «Перевале», спілкується з Блоком, Вячеславом Івановим, Мережковським, Гіппіус, Сологубом. Критики відзначали вплив на творчість Кондратьєва французьких поетів, його витончений стиль (Брюсов писав, що в нього, можливо, найкраща російська мова в сучасній прозі). Поезія та проза Кондратьєва відзначається поглибленим інтересом до міфології, ґрунтовним знанням античності й любов’ю до неї.
Перша окрема публікація — збірка «Вірші» (Петербург, 1905), підписана ініціалами А. К. 1907 року опублікував переклад «Пісень Білітіс» французького «неоеллініста» П’єра Луї та міфологічний роман «Сатиреса». Сюжети й реалії з античної, а подеколи також християнської та юдейської міфології домінують у його збірках міфологічних оповідань «Білий цап» (1908) та «Посмішка Ашери» (1911). Натомість в поетичній збірці «Чорна Венера» (1911) поруч із давньогрецькими, антологічними наявні мотиви, запозичені із слов’янського фольклору, які стануть провідними в його творчості пореволюційної доби (зрештою, це можна розглядати як повернення до джерел: першою прозовою публікацією Кондратьєва було цілком «слов’янсько-фольклорне» оповідання «Домовик»).
Крім власне художніх книжок, Кондратьєв опублікував також літературознавчу розвідку «Граф О. К. Толстой. Матеріали до історії життя й творчості». (Всі перелічені вище видання виходили в Петербурзі.)
Лютневу революцію в Російській імперії Кондратьєв сприйняв не як вияв народної волі, а як результат залаштункової діяльності невеличкої групи лівих думців. Можливо, така точка зору склалася в нього через те, що він довгий час працював діловодом у канцелярії Державної думи.

## Перебування на Волині. Художнє відтворення й реконструкція сюжетів та образів зі слов’янської міфології

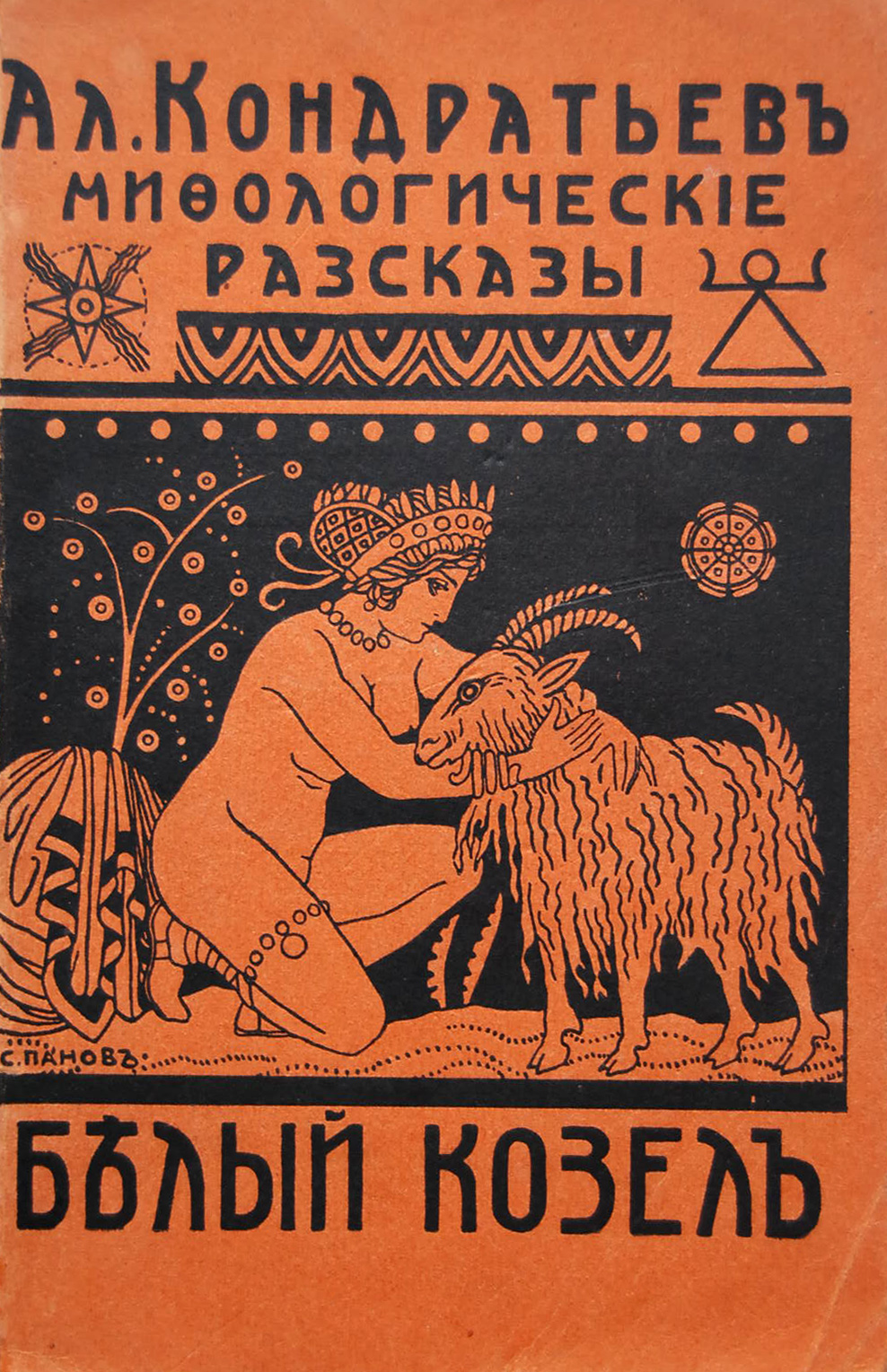
Обкладинка твору

Невдовзі після більшовицького перевороту Кондратьєв виїжджає спочатку до Криму, а відтак до Волинської губернії (територія, яка незабаром потрапила під юрисдикцію Польщі). Тут, у маєтку своєї дружини за півверсти від Дорогобужа, він мешкав наступні два десятиріччя, лише зрідка виїжджаючи до Рівного, де збирався за його ініціативою невеличкий російський літературний гурток. Тут він написав і свій найбільший твір — демонологічний роман «На берегах Ярині» (Берлін, 1930), насичений образами з слов’янської міфології та українського фольклору. Дія роману відбувається не тільки на берегах вигаданої річки Ярині (в цій назві вбачаються дві реальні волинські річки — Горинь та Ярунь), а й у самій річці, в довколишніх болотах і лісах, а також у ближньому селі (село, до речі, має «кацапський» та «хохлацький» кінці, що дозволяє авторові використовувати і українські, і російські реалії, власні імена, фольклорні мотиви тощо). Серед дійових осіб роману не стільки селяни, скільки демонологічні персонажі: відьми, русалки, водяник, прадавній ідол Перуна, лісовики, Вогняний Змій… Іноді вони контамінуються з античними богами чи напівбогами (Лето-Латона, німфи, сатири, Артеміда-Діана-Дзевана), неодноразово згадується, що «всі боги, як і Мати-Земля, змінюють час від часу свій вигляд» («під різними іменами <…> в різних племен»), а з іншого боку — «боги зміняють та виганяють богів». Розповідаючи передісторію ідола Перуна, Кондратьєв фактично відтворює художніми засобами так званий «основний індоєвропейський міф» про Громовержця та його суперника, хоча й відомий етнографам того часу, але ретельно досліджений значно пізніше, а його реконструкція шлюбних відносин Перуна та Мокоші взагалі випередила наукові розвідки на цю тему. Ще один представник російської літератури в еміграції Олександр Амфітеатров писав у ризькій газеті «Сегодня»: «Досвідченість автора в цьому напрямку просто вражаюча». Дослідники відзначають також вплив на роман «На берегах Ярині» українських повістей Миколи Гоголя та Ореста Сомова.
Ще одним визначним досягненням Кондратьєва у волинський період була збірка сонетів «Слов’янські боги» (Рівне, 1936) — реконструкція давнослов’янського пантеону, в якій кожній з напівзабутих міфологічних істот належить чотирнадцятирядковий монолог, стисла й вичерпна автохарактеристика.
Крім зазначених двох книжок, до доробку цього періоду належать спогади Кондратьєва про Блока, Сологуба, Гумільова, Єсеніна, Волошина, Пяста та інших російських літераторів, про Лютневу революцію тощо, а також оповідання, вірші, статті, серед яких треба відзначити белетризовані нариси по слов’янській міфології («Душі дерев», «Священні чарівні та віщі птахи» та ін.). Все це публікувалося в російських емігрантських періодичних виданнях та альманахах (Варшава, Париж, Вільнюс, Рівне, Таллінн, Берлін, Рига).

## Останній період життя
Після розподілу Польщі згідно з пактом Молотова — фон Рібентропа Кондратьєв тікає від більшовиків на територію, окуповану Німеччиною (за деякими відомостями, його старенького батька органи НКВС вивезли до Сибіру). Спочатку він мешкав у Варшаві, відтак у Холмі, потім переїхав до Відня, в 1945 опинився в Берліні якраз під бомбами альянтів, звідти йому випадково пощастило виїхати до Югославії (Белград), і нарешті він потрапив до табору переміщених осіб у Трієсті (на той час Вільна територія). На початку п’ятдесятих Олександр Кондратьєв влаштувався до притулку для старих у швейцарському місті Веезен на березі озера Валензее.
Йому виповнилося вже понад вісімдесят років, коли він переїхав до Сполучених Штатів, де мешкав спочатку на так званій Толстовській фермі, а потім у притулку в місті Наяк, штат Нью-Йорк, де й помер. Поховано його в Ново-Дивеєвому монастирі поблизу Нью-Йорка.
Ці роки мандрів та поневірянь були майже безплідними: до важких умов життя додалася ще прогресуюча амнезія. Проте після смерті було знайдено ще кілька творів Кондратьєва. 1990 року в «Новому журналі» (США) було надруковано його повість «Сни», де містичний сюжет поєднано з багатьма автобіографічними прикметами (передреволюційні декадентські салони в Петербурзі, служба в Державній думі, революція, нарешті — знов Волинь). Того ж таки 1990 року Вадим Крейд опублікував у видавництві «Антикваріат» (США) розшукану ним збірку поезій Кондратьєва «Закат», раніше не друковану.
Деякі тексти емігрантського періоду не потрапили до друку і зараз, либонь, втрачені назавжди.